# Phố Đinh Tiên Hoàng, Hà Nội

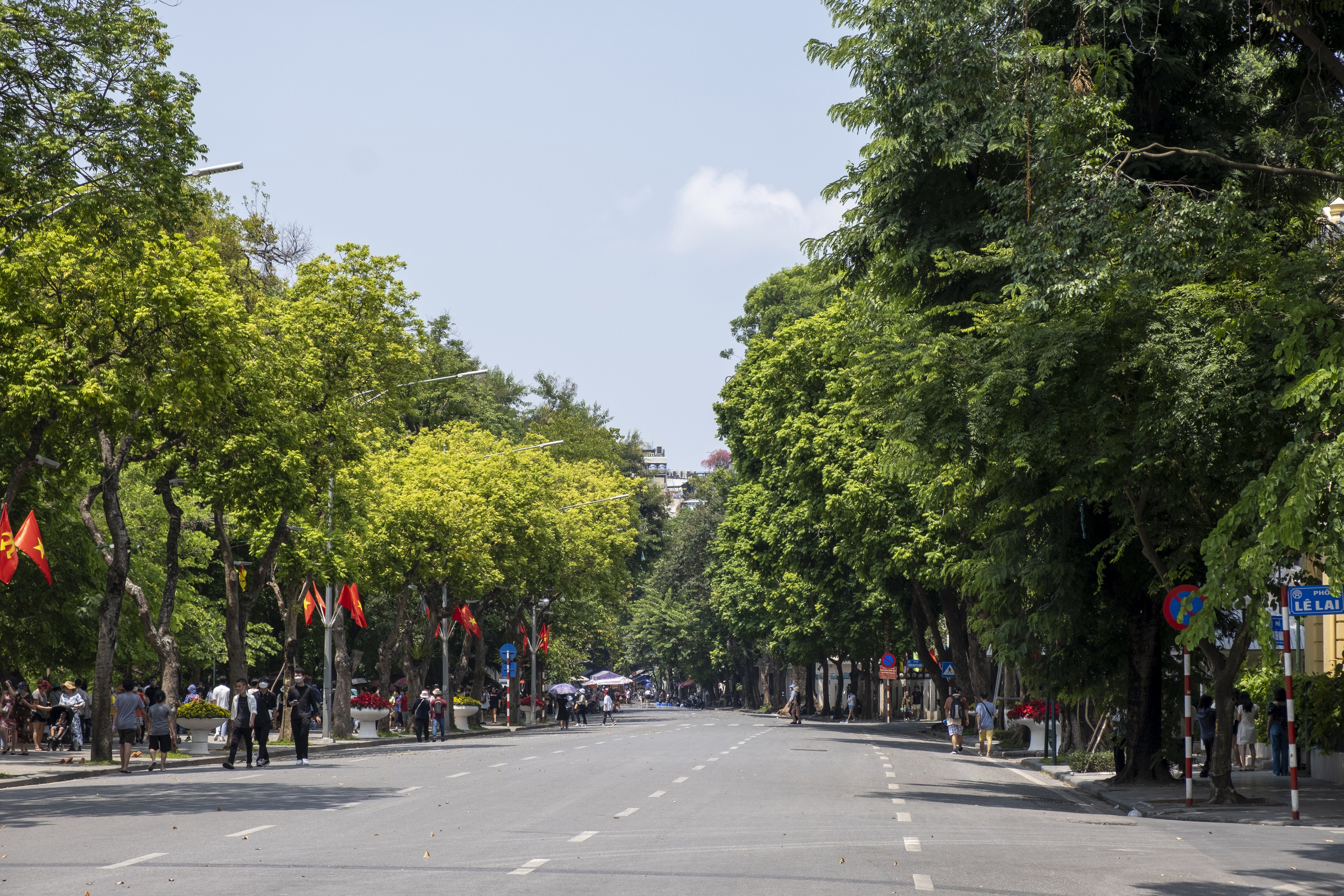
Phố Đinh Tiên Hoàng bên hồ Hoàn Kiếm

Phố Đinh Tiên Hoàng (Hà Nội) là một tuyến phố du lịch nằm ở phần bờ đông và bắc của hồ Hoàn Kiếm, quận Hoàn Kiếm. Phố khởi đầu từ ngã tư Tràng Tiền – Hàng Khay, đi qua các trung tâm hành chính như: Trụ sở Thành phố Hà Nội, Bưu điện Hà Nội, Điện lực Hà Nội; các di tích: chùa Báo Ân, quảng trường Lý Thái Tổ, đền Bà Kiệu, đền Ngọc Sơn và kết thúc ở quảng trường Đông Kinh nghĩa Thục. Đường Đinh Tiên Hoàng dài 900 m chạy qua các phố Lò Sũ, Trần Nguyên Hãn, Đinh Lễ, đến ngã tư Tràng Tiền - Hàng Khay nối với phố Hàng Bài. Phố thuộc địa bàn các phường Hàng Bạc, Lý Thái Tổ và Tràng Tiền, quận Hoàn Kiếm.

## Lịch sử
Thời Pháp thuộc, phần đường từ phố Tràng Tiền tới đền Bà Kiệu gọi là phố Hồ (hay Rue du Lac), đoạn còn lại từ đền Bà Kiệu tới đường Lê Thái Tổ gọi là phố hàng Chè. Sau hai đoạn này nối liền với nhau gọi là đại lộ Francis Garnier. Năm 1883, trên phố này có Toà đốc lý (nay là ủy ban nhân dân Thành phố Hà Nội), vườn hoa Paul Bert (nay là chỗ vườn hoa Indira Gandhi), chùa Báo Ân (nay là trung tâm Bưu điện Hà Nội) và trung tâm Điện lực Hà Nội. Sau ngày giải phóng phố mang tên Đinh Tiên Hoàng là để ghi nhớ công lao người có công thống nhất đất nước hồi thế kỷ thứ 10.

## Du lịch
Phố Đinh Tiên Hoàng là một trong những phố đẹp nhất của Hà Nội. Một bên là hồ Hoàn Kiếm, giữa hồ là đền Ngọc Sơn, nối với phố bằng cầu Thê Húc, có Tháp rùa, vườn hoa. Một bên là các công sở, cửa hàng buôn bán đồ da, tạp hoá. Đền Bà Kiệu ở địa phận làng Tả Vọng xưa. Đền dựng từ đời Lê Thần Tông, là nơi thờ Liễu Hạnh, trong đền có quả chuông đúc từ đời Cảnh Thịnh thứ năm (1798). Khi làm đường đi ven hồ Hoàn Kiếm, người Pháp đã cắt ngang đền nên phần tam quan nằm về phía bên hồ, nơi bán hoa, bưu phẩm, chụp ảnh lưu niệm hiện nay. Còn chùa Báo Ân lưu lại di tích cái tháp gần ngã tư Tràng Tiền - Hàng Bài – Đinh Tiên Hoàng - Hàng Khay, chỗ chờ xe điện ven bờ hồ trước đây.
Một bên là hồ Gươm, nơi chứa đựng nhiều giá trị văn hóa lịch sử, một bên là vườn hoa tượng đài Lý Thái Tổ và các trung tâm đầu não của thủ đô khiến phố Đinh Tiên Hoàng trở thành một trong những tuyến phố du lịch có không gian đẹp nhất Hà Nội. Dọc theo đường Đinh Tiên Hoàng là ở những khoảng vỉa hè xanh tươi với những vườn hoa, trảng cỏ, ghế đá, non bộ…và những lối đi nhỏ dành cho khách bộ hành.
Phố Đinh Tiên Hoàng có vai trò thật đặc biệt trong các hoạt động văn hoá thủ đô diễn ra thường xuyên ở sân khấu đền Bà Kiệu và quảng trường Lý Thái Tổ. Tại khu vực sân khấu đền Bà Kiệu, thành phố đã lắp đồng hồ đếm ngược sự kiện 1000 năm Thăng Long – Hà Nội để thông tin, quảng bá hướng tới sự kiện lịch sử trọng đại này.
Phố Đinh Tiên Hoàng có thể coi là một trong những tuyến phố du lịch văn minh nhất của thủ đô. Trên vỉa hè phía vườn hoa Lý Thái Tổ, khách du lịch có thể tìm hiểu về những điểm du lịch của thủ đô trong những trạm thông tin du lịch. Tổ hợp nhà vệ sinh công cộng chìm kết hợp với khu bán hàng lưu niệm và giải khát nằm trong "vườn bách thảo" phía hồ Hoàn Kiếm cũng được đánh giá là một sáng kiến tiện dụng và đảm bảo thẩm mỹ cho cảnh quan xung quanh.

## Các tuyến xe buýt chạy qua
- Tuyến 08: từ ngã tư Hàng Bài - Hàng Khay - Tràng Tiền đến Trần Nguyên Hãn
- Tuyến 09: Hết phố
- Tuyến 14: từ Lò Sũ đến Quảng trường Đông Kinh Nghĩa Thục

## Hình ảnh

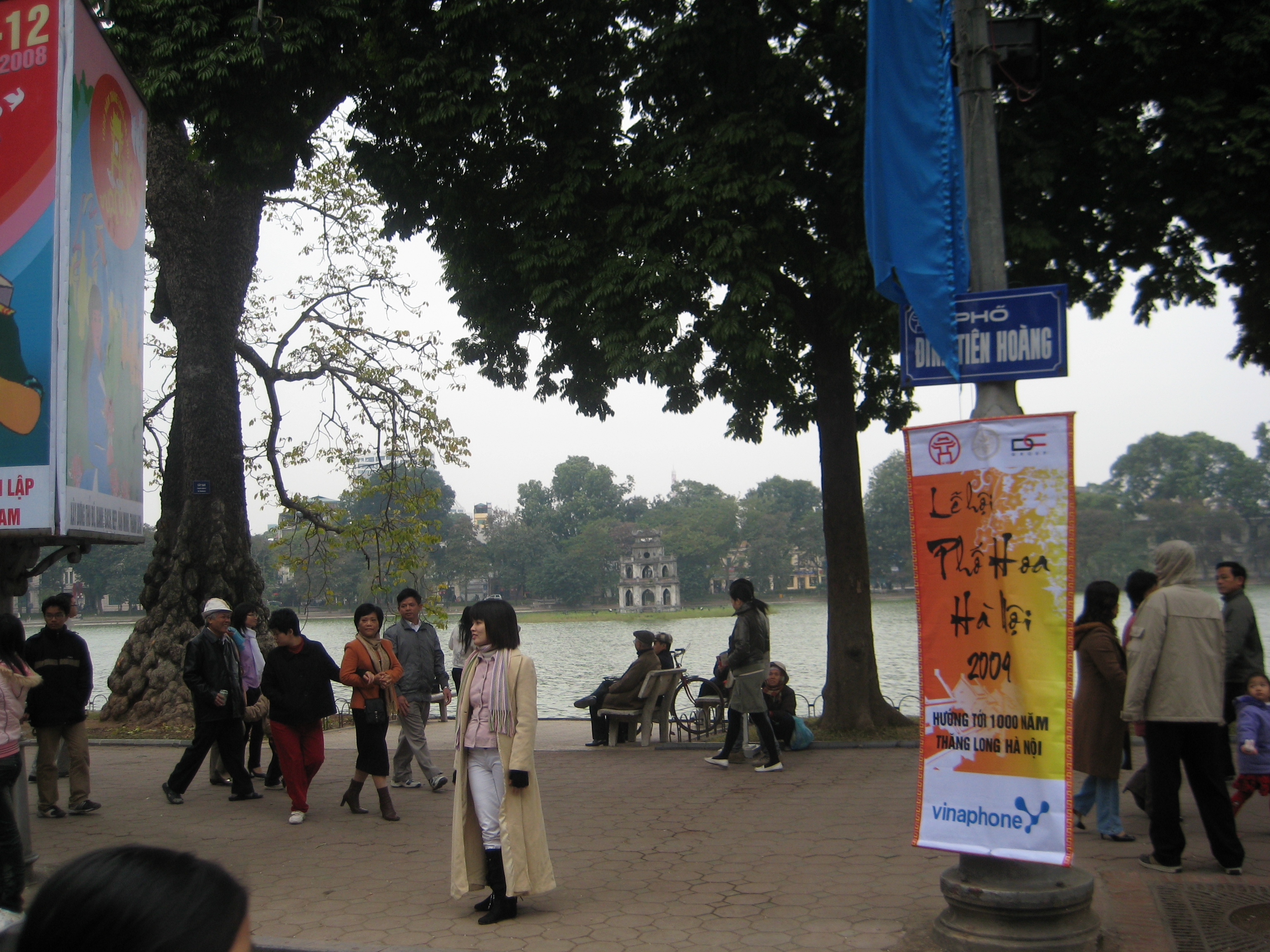
Phố hoa Đinh Tiên Hoàng
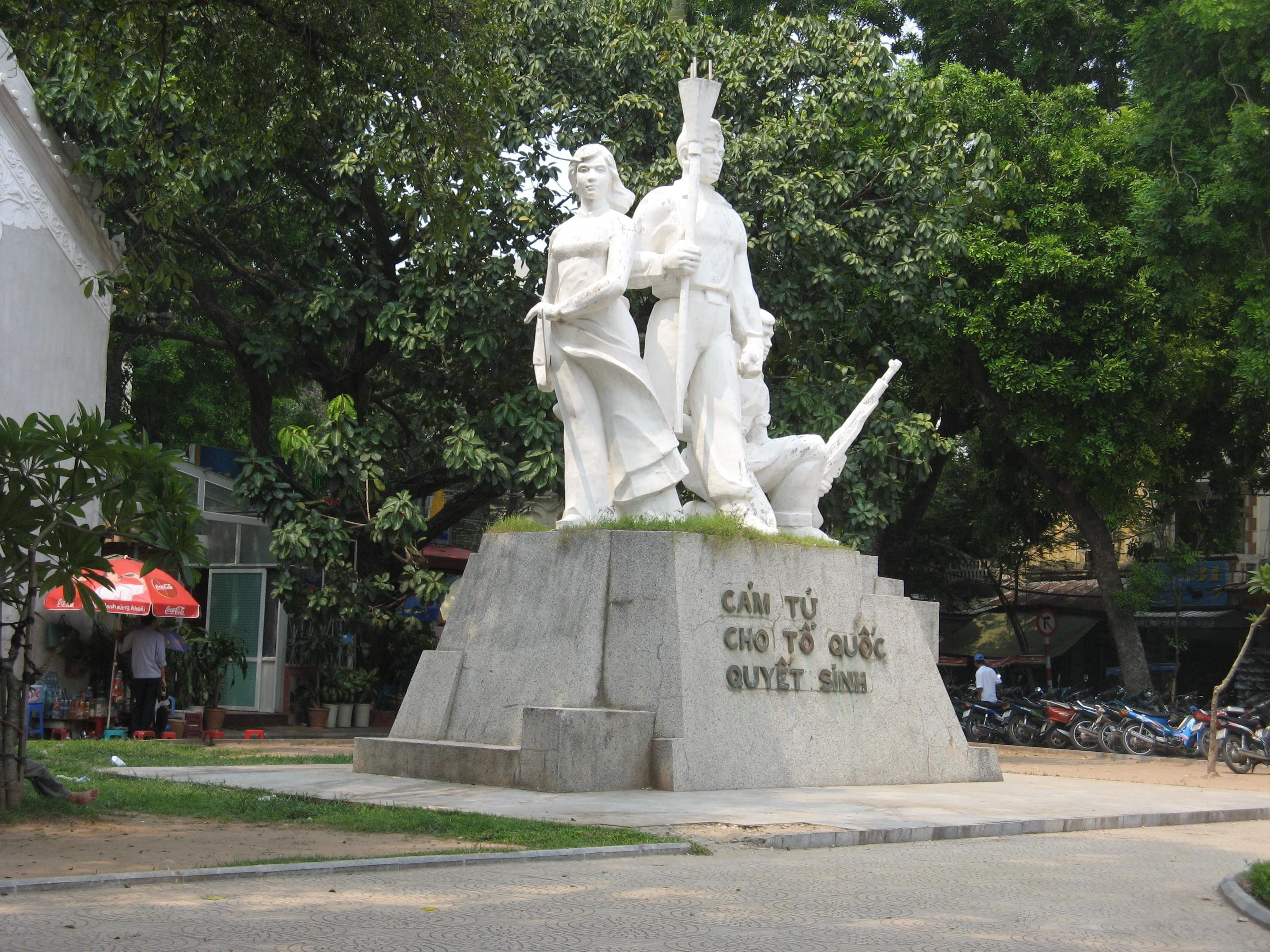
Tượng đài cảm tử
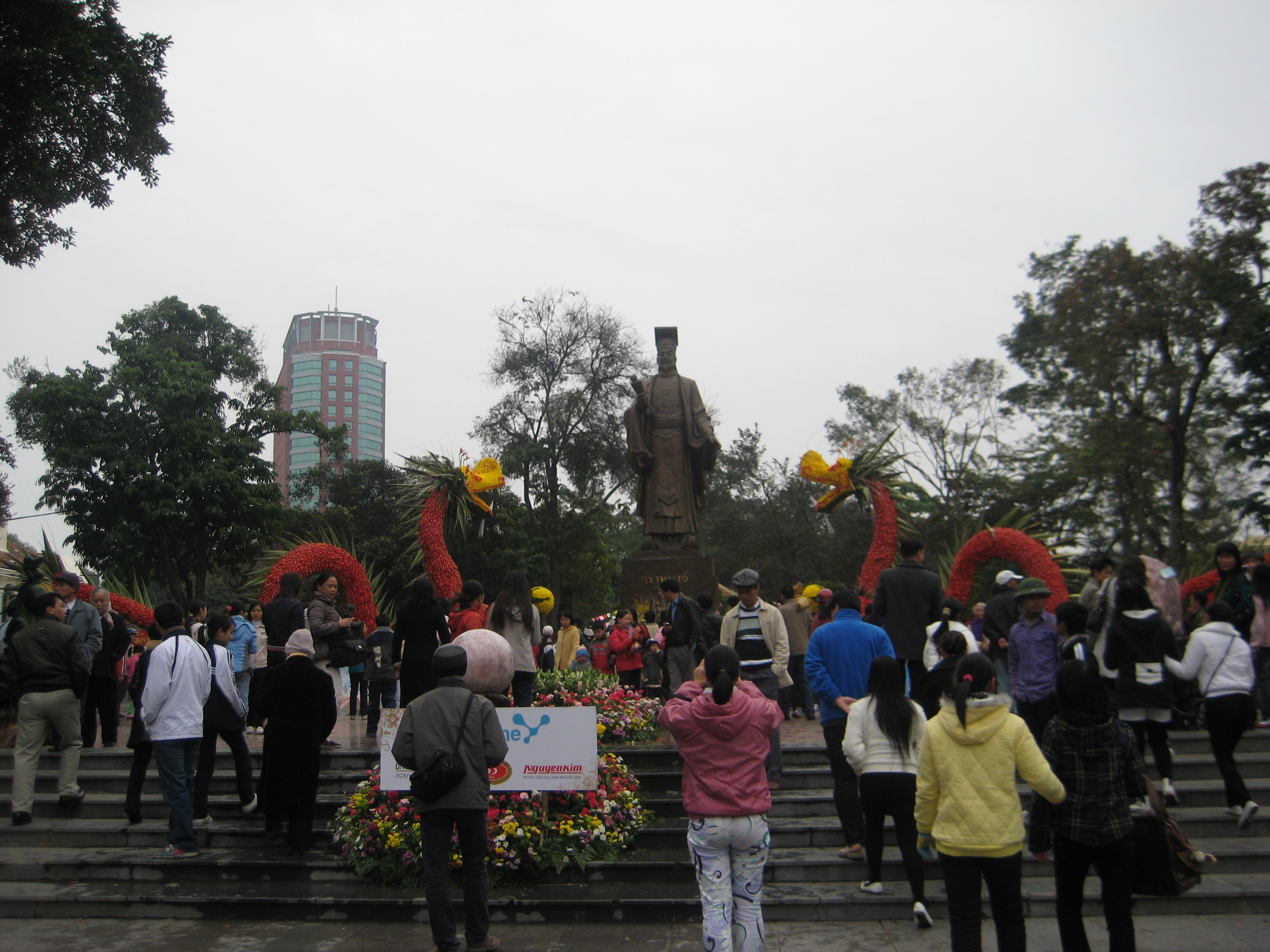
Tượng đài Lý Thái Tổ
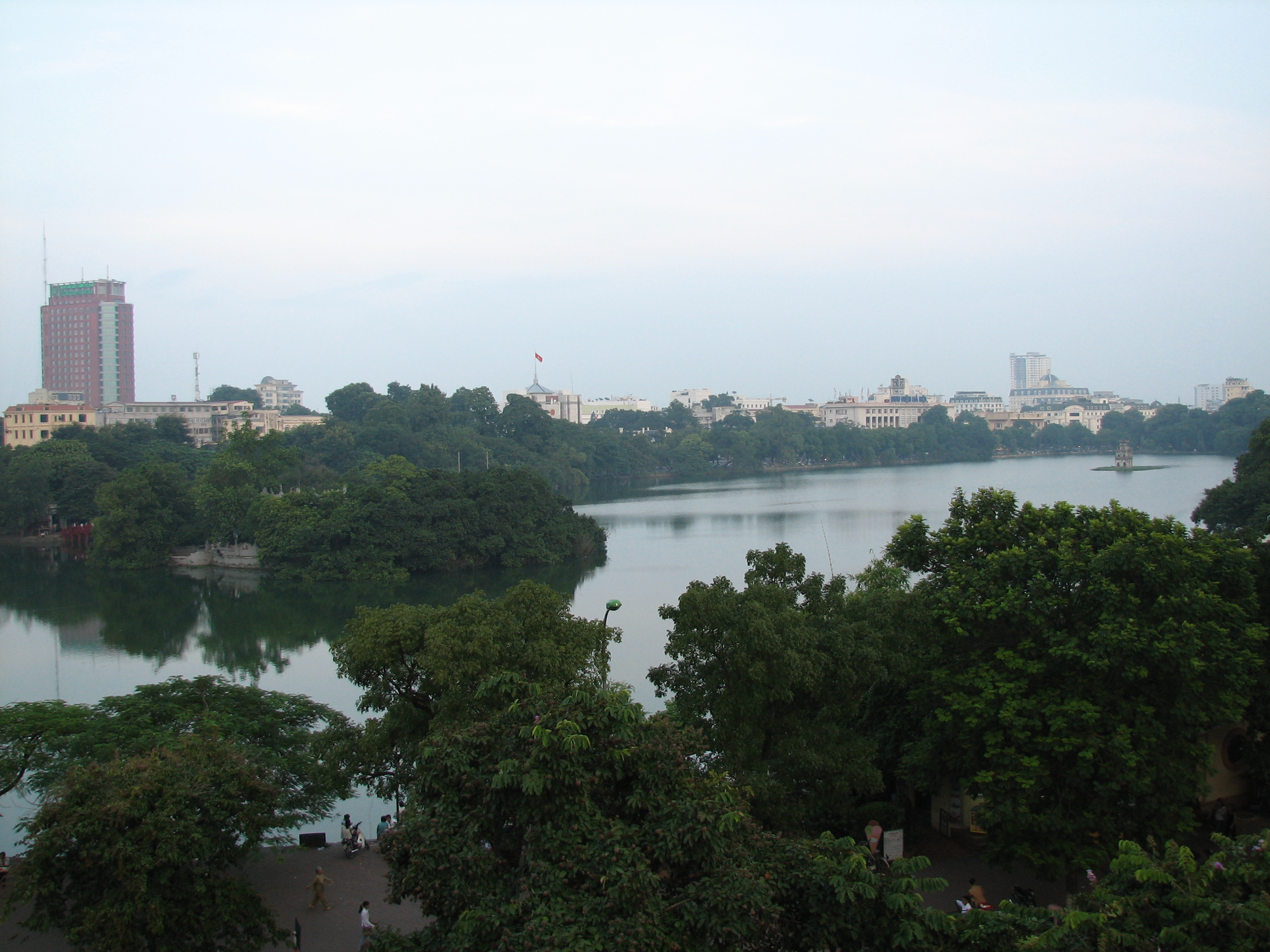
Toàn cảnh hồ Hoàn Kiếm
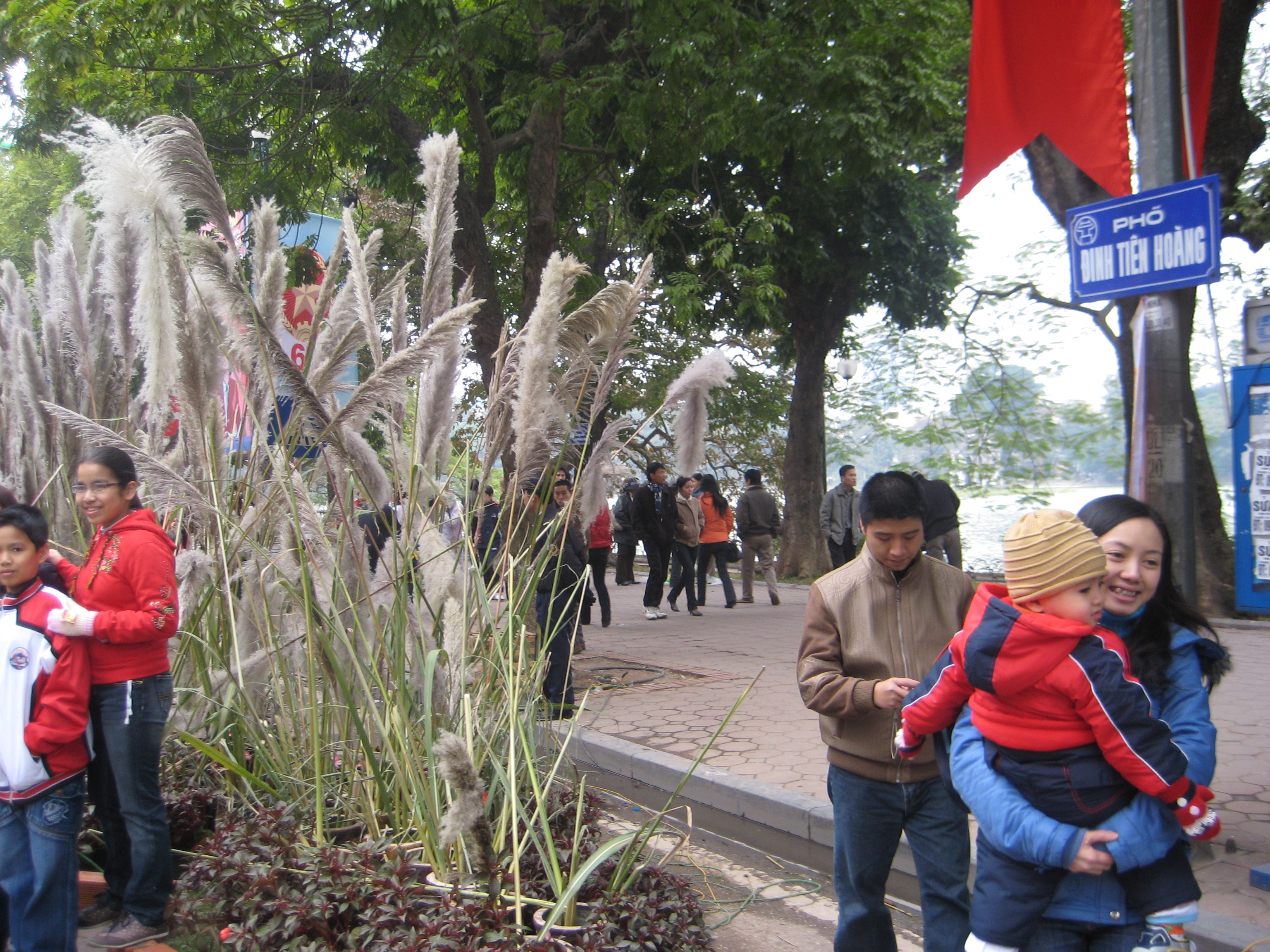
Một thoáng hoa lau
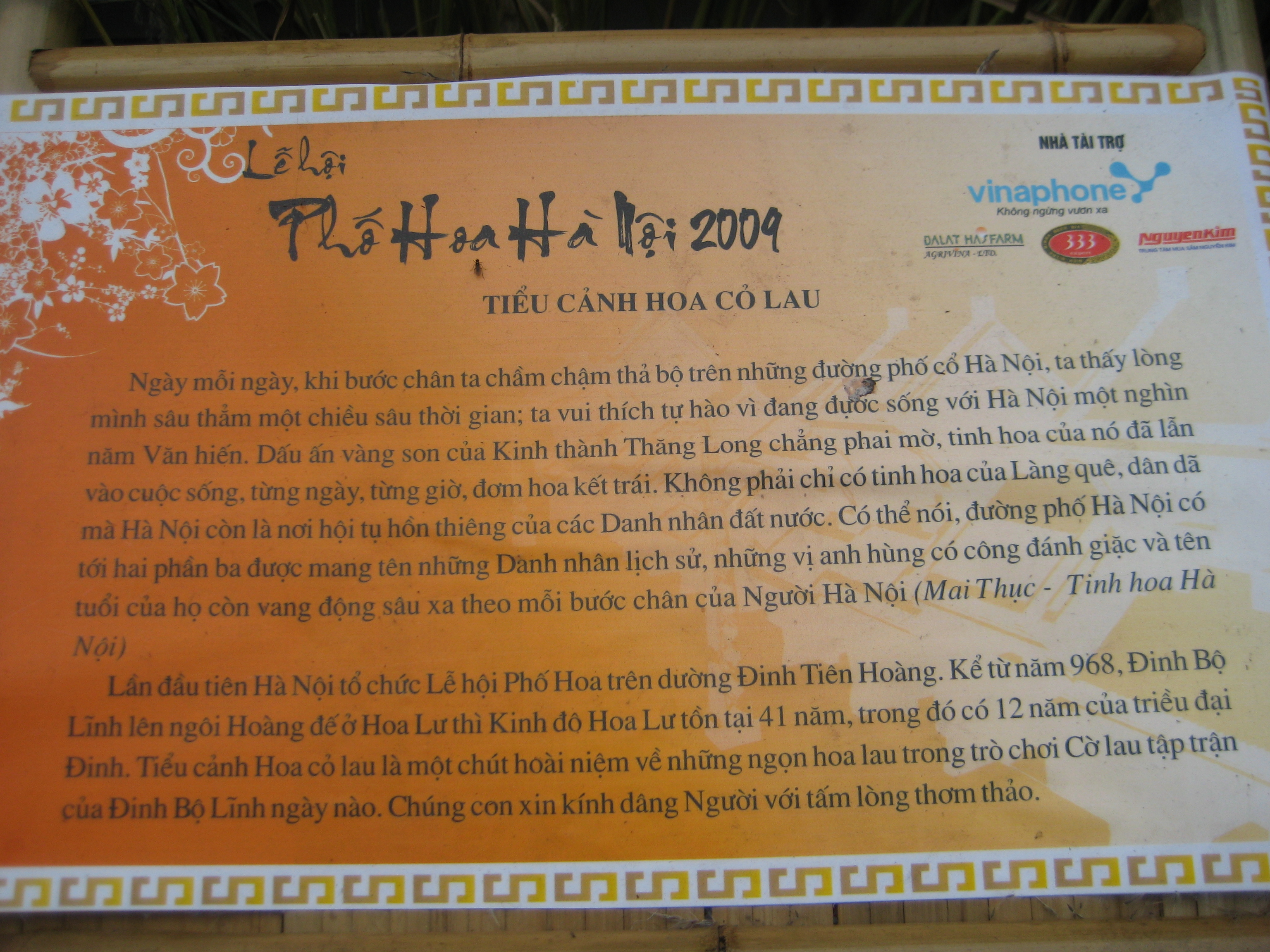
Từ Hoa Lư đến Thăng Long
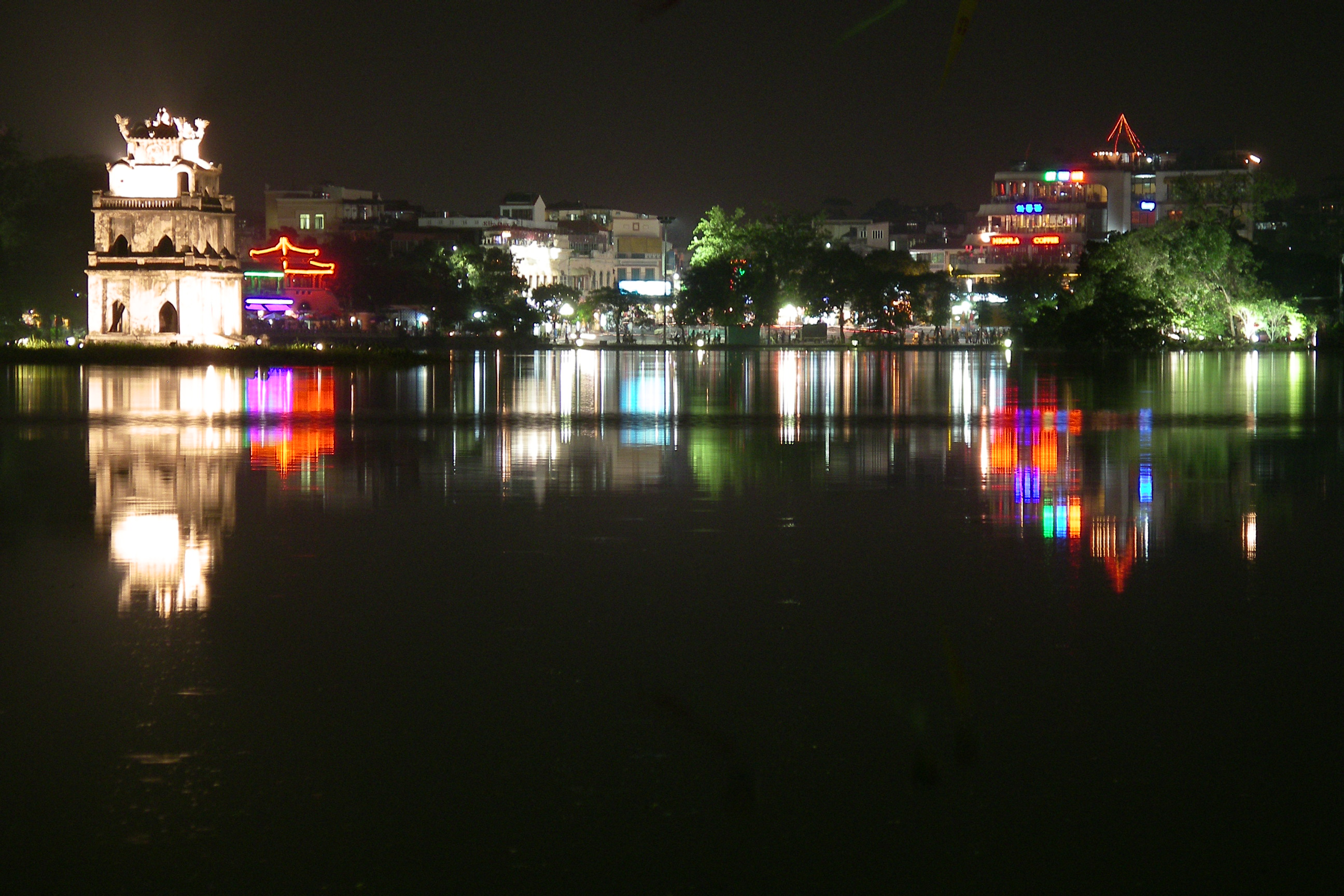
Hồ Hoàn Kiếm về đêm